# Tombe du Lit Mortuaire

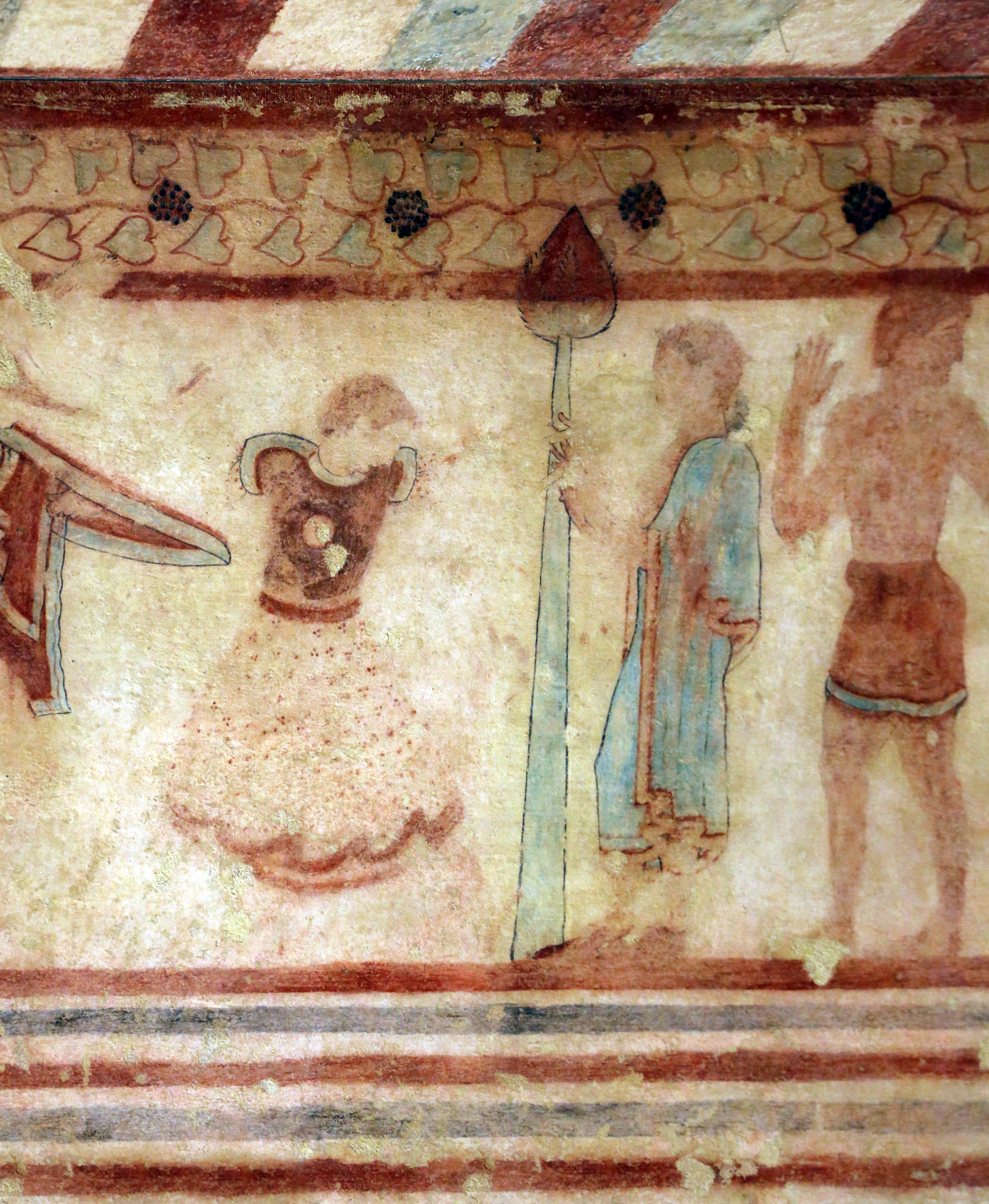
Détail

La tombe du Lit Mortuaire (en italien : tomba del Letto Funebre) est une des tombes étrusques peintes de la Nécropole de Monterozzi, proche de la ville de Tarquinia. 

## Historique
La tombe a été découverte en 1873  et daterait du Ve siècle av. J.-C. 
Elle est constituée d'une unique chambre quadrangulaire dite a camera de  4,55 m × 3,42 × 2,60 (h).
Les fresques, en mauvais état, ont été détachées et transférées au Musée archéologique national de Tarquinia.

## Description
Son nom provient de la représentation sur la paroi du fond de la scène principale d'un banquet funéraire en présence d'un catafalque  préparé afin d'inhumer le défunt.
Sur les parois latérales on note des scènes de jeux funéraires en honneur du défunt, avec des scènes de pugilat ainsi que des biches et des chevaux.

## Source
x